# Burretiodendron kydiifolium
Burretiodendron kydiifolium là một loài thực vật có hoa trong họ Cẩm quỳ. Loài này được Y.C.Hsu & R.Zhuge mô tả khoa học đầu tiên năm 1990.